# José Luis Massera
Pour les articles homonymes, voir Massera.
José Luis Massera (né à Gênes en Italie, 8 juin 1915, décédé à Montevideo, le 9 septembre 2002), est un mathématicien uruguayen qui a étudié la stabilité des équations différentielles. Militant communiste, il a été prisonnier politique de 1975 à 1984. 

## Biographie
Massera est le fils d'uruguayens nés à Gênes – son père était professeur de philosophie et avocat. Il part en Europe puis aux États-Unis pour ses études. Il étudie ensuite à Montevideo pour devenir ingénieur.
Dans les années 1930, Julio Rey Pastor donnait régulièrement des conférences sur la topologie à Montevideo, le week-end, à un groupe comprenant Massera. Stimulées par le contact avec les mathématiques argentines, les années 1950 voient l’Uruguay développer une belle école de mathématiques, dont Massera fait partie. Il a fondé avec Rafael Laguardia (es) (1906-1980) l'Instituto de Matemática y Estadística, institut de mathématiques maintenant intégré à la Faculté d'Ingénierie (es). Il a également fondé une école de mathématiciens locale, qui traitait d'équations différentielles et entretenait des relations étroites avec l'Argentine voisine.
Massera est depuis 1941 membre du Parti communiste d'Uruguay (PCU) et membre de son comité exécutif. Du 20 octobre 1960 au 15 janvier 1961, il représente à la 38e législature le département de Montevideo en tant que député adjoint du Parti communiste à la Chambre des représentants. Du 15 février 1963 au 14 février 1972, il a ensuite exercé un mandat complet de député au cours des deux législatures suivantes, en exerçant son pouvoir pour le Front Izquierda de Liberación. Il est considéré comme l'un des fondateurs du Frente Amplio.
Après une intervention militaire en Uruguay en 1973, Massera a été arrêté le 22 octobre 1975 à Montevideo et a été maintenu à l'isolement pendant près d'un an. Au cours de cette période, il a été soumis à des tortures répétées ayant entraîné des blessures, notamment une fracture du bassin. En octobre 1976, il a été mis à l'isolement, jugé et condamné pour « association subversive » et condamné à une peine de 24 ans d'emprisonnement. Un grand nombre de mathématiciens tels que Jean Dieudonné et Laurent Schwartz ont fait campagne pour sa libération à l'époque (Schwartz lui-même s'est rendu en Uruguay lorsqu'il était au Brésil et s'est entretenu avec le ministre responsable). Le 22 juin 1979, à la suite d'une proposition présentée par Gaetano Fichera et approuvée à l'unanimité par l'ensemble du Conseil de la faculté de mathématiques de l'université de Rome « La Sapienza ». Il reçut le laurea honoris causa tout en étant condamné. Il a été libéré en 1984.

## Travaux
Massera développa de nouvelles notions de stabilité et publia plusieurs articles fondamentaux et un manuel influent. Ses résultats dans (Massera 1950) sur les équations différentielles périodiques ont été abondamment cités et sont appelés théorème de Massera. Ses travaux dans (Massera 1949)  et (Massera 1956)  vont au-delà du critère de stabilité de Liapounov. Ils ont également une influence et contiennent le lemme de Massera (en). Son manuel (Massera et Schäffer 1966) est également largement cité. 
Il a publié plus de 40 articles de 1940 à 1970.

## Prix et distinctions
L'astéroïde (10690) Massera, situé à l'extérieur de la ceinture principale, découvert par l'astronome américain Schelte J. Bus à l'observatoire australien de Siding Spring en 1981, a été nommé à sa mémoire le 13 avril 2017 (M.P.C. 103976),.
En 1997 il est lauréat du prix de science et technologie du Mexique.
Massera est docteur honoraire de nombreuses universités : Rome, Berlin, Budapest, Nice, La Havane, Rio de Janeiro, Quito, Mexico, San Andres en Bolivie et sa propre université de Montevideo en 1991.

## Sélection de publications
- Massera, José Luis (1949), "On Liapounoff's conditions of stability", Annals of Mathematics, Deuxième série, The Annals of Mathematics, vol. 50, n ° 3, 50 (3): 705–721, doi : 10.2307 / 1969558, JSTOR   1969558, MR   0035354, Zbl   0038.25003
- Massera, José Luis (1950), "L'existence de solutions périodiques de systèmes d'équations différentielles", Duke Mathematical Journal, 17 (4): 457–475, doi : 10.1215 / S0012-7094-50-01741-8, MR   0040512, Zbl   0038.25002  .
- Massera, José Luis (1956), "Contributions to stability theory", Annals of Mathematics, deuxième série, The Annals of Mathematics, vol. 64, n ° 1, 64 (1): 182-206, doi : 10.2307 / 1969955, JSTOR   1969955, MR   0079179, Zbl   0070.31003  .
- Massera, José Luis; Schäffer, Juan Jorge (1966), Équations différentielles linéaires et espaces fonctionnels, Mathématiques pures et appliquées, vol. 21, Boston, MA: Presse académique, MR   0212324, Zbl   0243.34107